# Битка при Фербелин
Битката при Фербелин (на немски: Schlacht bei Fehrbellin) е част от Холандската война на Луи ХІV и същевременно поставя началото на Сконската война в Балтика. Тя се състои на 18 юни 1675 г. между армиите на Швеция и Бранденбург-Прусия. Шведският командващ Валдемар фон Врангел разполага с 11 000 войници (от които само 7000 участват в сблъсъка), докато бранденбургският курфюрст Фридрих-Вилхелм има между 15 000 и 16 000. Германците печелят победа, която пропагандата им представя като колосален успех.

## Предистория
По времето на битката при Фербелин Швеция е на върха на своята сила и армията ѝ е смятана за непобедима. Това се дължи на хазартните успехи на Карл X през 50-те години на ХVІІ в. Неговият син Карл XI обаче предпочита по-миролюбивата политика. Все пак Швеция участва в Тройния съюз от 1668 г., който има за цел да спре възхода на Франция при Луи ХІV, после се поддава на неговите предложения за субсидии и се обвързва с него. Когато през 1672 г. започва Холандската война и французите навлизат в Съединените провинции (Холандия), Швеция няма причина за намеса. По-късно обаче войната се затяга, Франция се оказва без съюзници, заплашена от инвазията на имперските войски и подтиква Швеция да изпълни ангажимента си, като нападне Бранденбург в гръб. Бранденбургският курфюрст е активен поддръжник на каузата на императора в подкрепа на Холандия. Той участва с войски в боевете на рейнския фронт, но губи от маршал Тюрен при Тюркхайм. В това време шведите нахлуват от владението си Померания в земите му и той решава веднага да тръгне срещу тях. „Нямам друг избор, освен да се нахвърля върху шведите“ казва той на своя генерал Шверин.
Когато научава за нападението през декември 1674 г., Фридрих-Вилхелм се намира с войниците си в Елзас. По пътя се налага да спре във Франкония и да изчака зимата. Потегля отново в края на май и изминава следващите 250 км само за две седмици. Така е извършен един от най-дръзките походи във военната история, който сварва шведите неподготвени. Германците трябва да се придвижат без хранителни запаси, купувайки храна от местното население, но само така могат да постигнат нужната бързина. В крайна сметка ефектът е налице: по нареждане на курфюрста на 14 юни 1675 г. фелдмаршал Дефлингер заема позиции при град Ратенау, с което прави невъзможно разделената шведска армия да се обедини. Тя е затруднена и от многото блата, образували се поради дъждовете в края на лятото. Накрая Фридрих-Вилхелм блокира пътя им през Елба, където могат да получат подкрепа от съюзника си Брауншвайг и ги поставя в обкръжена позиция.

## Ход на битката
Градчето Фербелин се намира на около 60 км на север от Берлин. Там Врангел (брат на прочутия фелдмаршал Карл Густав Врангел) няма друг избор освен да отстъпи или да приеме битката. Той има 28 оръдия срещу едва 13 на противника, но блатистият район не позволява ефективното им използване. Бранденбургската артилерия е подредена върху редица ниски хълмове и обстрелва шведите много по-ефективно. Битката започва около обед на 18 юни (28 юни по Грегорианския календар) и Врангел най-после си дава сметка за капана, в който се намира. Отчаяно опитва да изведе оръдията си на по-високи места, но бранденбургската конница успява да му попречи. Следобед Фридрих-Вилхелм нарежда фронтална атака и притиска десния франг на шведите. Появява се възможност дори той да бъде обходен и шведската армия да бъде нападната в гръб. Но десния фланг упорито се отбранява и задържа бранденбургците достатъчно, за да може Врангел да изведе цялата си армия през моста при Фербелин.

## Ефект и последици
Армията на Бранденбург губи около 500 души, малко повече са загубите на шведите. Хората на Врангел се изтощават повече при отстъплението в следващите дни, защото търпят нападенията на местните селяни, много от които още помнят шведските жестокости от Тридесетгодишната война. Над 1000 шведски войници загиват така. Всички отряди на шведската армия се принуждават да евакуират територията на Бранденбург до началото на юли.
Пропагандата на Фридрих-Вилхелм представя постигнатия успех като невероятна военна победа. И до днес някои автори приемат този възглед. Кристофър Кларк определя Фербелин като „най-драматичния военен успех в управлението му“. Други историци са по-прагматични и смятат, че „аферата Фербелин беше по-скоро лек сблъсък, отнел по-малко от 600 жертви, но той нанесе тежък удар на авторитета на шведите като непобедима армия“. Историческите събития потвърждават този факт: бранденбургските войски навлизат в Померания и постепенно превземат двете главни крепости Щетин и Щралзунд, докато Дания, Холандия и императорът се обединяват с Фридрих-Вилхелм за обща атака против Швеция. Северното кралство изпада в сложна ситуация и се спасява с последни усилия, а изгубената Померания му е върната само със застъпничеството на Луи ХІV съгласно договора от Сен Жермен през 1679 г.
Фербелин става причина Фридрих-Вилхелм да приеме названието Великия курфюрст и издига престижа на държавата му до ново положение в Европа. Това е първата битка, в която се очертава по-късната слава на прусаците като най-добрите войници на стария континент.